# Ditrichum brevisetum
Ditrichum brevisetum är en bladmossart som beskrevs av Kiguchi, Tad. Suzuki och Iwatsuki 2001. Ditrichum brevisetum ingår i släktet grusmossor, och familjen Ditrichaceae. Inga underarter finns listade i Catalogue of Life.